# نيل مورس
نيل مورس (بالإنجليزية: Neal Morse)‏ هو عازف على عدة آلات وملحن ومغني ومنتج أسطوانات وكاتب أغاني وشاعر أمريكي، ولد في 2 أغسطس 1960 في فان نويس في الولايات المتحدة.

## وصلات خارجية
- الموقع الرسمي
- نيل مورس على موقع IMDb (الإنجليزية)
- نيل مورس على موقع ميوزك برينز (الإنجليزية)
- نيل مورس على موقع أول ميوزيك (الإنجليزية)
- نيل مورس على موقع ديسكوغز (الإنجليزية)
- نيل مورس على موقع قاعدة بيانات الفيلم (الإنجليزية)